# Ahmed Salah
Hossein Ahmed Salah (arabisch حسين أحمد صلاح; geboren 31. Dezember 1956 in Ali Sabieh) ist ein ehemaliger dschibutischer Marathonläufer. Er gewann bei den Olympischen Spielen 1988 in Seoul die bislang einzige Olympiamedaille seines Landes.
1985 siegte er in Hiroshima (Japan) beim erstmals ausgetragenen IAAF-Weltcup-Marathon in 2:08:09 h. Im selben Jahr wurde er in Kairo Afrikameister. Beim Marathon der Leichtathletik-Weltmeisterschaften 1987 holte er die Silbermedaille in 2:12:30 h, mit 42 Sekunden Rückstand auf Douglas Wakiihuri (KEN). Bei den Leichtathletikwettbewerben der Olympischen Spiele in Seoul gewann er mit einer Zeit von 2:10:59 h die Bronzemedaille hinter dem Italiener Gelindo Bordin (2:10:32 h) und Douglas Wakiihuri (2:10:47 h). Seine persönliche Bestzeit erreichte er als Zweiter 1988 beim Rotterdam-Marathon, als er mit 2:07:07 h ebenso wie der Sieger Belayneh Dinsamo unter dem alten Weltrekord blieb.
Bei den Weltmeisterschaften 1991 in Tokio errang er erneut eine Silbermedaille; diesmal erreichte er 2:15:26 h und blieb damit 29 Sekunden hinter dem Hiromi Taniguchi (JPN). 1997 gelang ihm im Alter von 40 Jahren sein letzter großer Erfolg: ein Sieg beim Vienna City Marathon in 2:12:53 h.